# Скручивающие асаны
Скручивающие асаны — действуют на группы мышц, расположенных по бокам тела. Скручивающие асаны воздействуют на диагональные меридианы.

## Ардха матсиендрасана

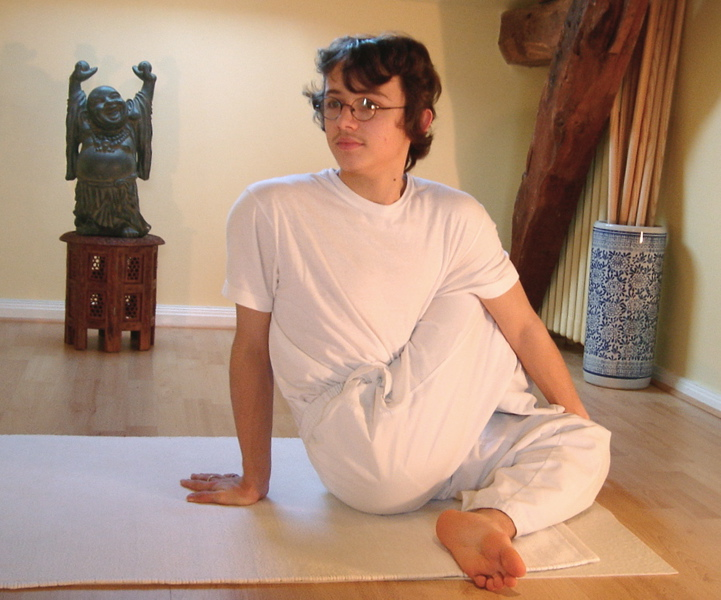
Ардха матсиендрасана

Ардха матсиендрасана или Артхаматсиендрасана (Ardha matsjendrásana) — неполная царственная поза рыбы (другие названия: поза скрученного позвоночника, полупоза йога Матсьендры). При выполнении ардха матсиендрасаны скручивают позвоночник в сторону верхнего колена, используя колено как упор. При этом критически важно максимально вытягивать позвоночник вверх в процессе скручивания. Тянитесь макушкой вверх, опустив подбородок вниз, чтобы распрямить шею. Скрутку начинайте от крестцовой области позвоночника, и передавайте вверх позвонок за позвонком. Шея скручивается в последнюю очередь. В конечном положении поверните глаза, таким образом натянув глазные мышцы

### Медицинский аспект асаны
Противопоказаниями являются боли в спине или травма позвоночника. Быть осторожным при наличии язвенной болезни, грыжи и заболевании щитовидной железы. Вообще осваивать данную позу рекомендуется только под руководством опытного учителя.

## Триконасана
Триконасана («tri» — «три», «kona» — «угол») — поза треугольника. Триконасану и её вариации можно отнести также и к стоячим асанам. Триконасана — одна из наиболее важных стоячих поз.
- Противопоказания: диарея, головная боль, низкое давление крови

### Модификации триконасаны

#### Уттхита триконасана
Уттхита триконасана — поза вытянутого треугольника. Прямые ноги на расстоянии ширины ноги, стопа передней ноги направлено прямо, положение задней ноги в различных школах различно, обычно от 45 до 90 градусов относительно передней стопы. Туловище наклонено к передней ноге, ладонь одноимённой руки следует положить на пол снаружи от передней стопы. Однако, в зависимости от стиля йоги, положение ладони также варьируется: возможно положение на кирпиче, на голени. Вторая рука тянется вверх, продолжая линию первой руки, туловище вытягивается вперед, спина прямая. Взгляд направлен на ладонь верхней руки.

#### Паривритта триконасана
Паривритта триконасана — поза перевернутого треугольника. Положение ног повторяет положение в утхита триконасане, но к передней ноге тянется разноимённая рука. Ладонь, в зависимости от стиля йоги, может находиться на полу, кирпиче или голени передней ноги. Эффект скручивания достигается за счёт разворота позвоночника, ноги неподвижны, таз параллелен полу.

## Джатхара паривартанасана
Джатхара паривартанасана (Джатхара — желудок, живот; Паривартана — поворачиваться, скручиваться, крутиться, поворачиваться) — асана в хатха-йоге. Техника исполнения: лечь на спину. Вытянуть руки в стороны на линии плеч так, чтобы тело напоминало крест. На выдохе ноги поднять вверх на под углом к полу 90 гр. В этом положении сделайте вдох и на выдохе обе ноги аккуратно опустить к левой руке так, чтобы ноги лежали на левой кисти. Голову поверните в противоположную сторону, к правой руке. Главная задача в этой асане — максимально расслабиться. Через 2-3 минуты, на выдохе поднимите ноги вверх и сделав вдох на выдохе опустите в исходное положение.
- Противопоказания: увеличение печени, смещение и растяжение желудка могут вызывать болезненные ощущения.